# 山西北方风雷工业集团
山西北方风雷工业集团有限公司的前身是始建于1898年的“山西机器局”，位于山西省太原市。民国时，曾与沈阳兵工厂、汉阳兵工厂、重庆兵工厂同为中国四大兵工基地，建国后成为国营“山西机床厂”(国营247厂)。后成为中国第一个五年计划期间建设的156项重点项目之一。“十五”时改制为股份公司“山西北方机械制造有限公司”，后与位于侯马的“山西风雷机械厂”合并，更为现名。现隶属于中国兵器工业集团公司。

## 主要产品
- 汽轮机
- 拆炉机
- 石油机具
- 石材开采设备
- 大坝防渗漏工程施工机械
- 型煤机等